# (10193) Nishimoto
(10193) Nishimoto est un astéroïde de la ceinture principale.

## Description
(10193) Nishimoto est un astéroïde de la ceinture principale. Il fut découvert le 8 août 1996 à Haleakala par l'observatoire AMOS. Il présente une orbite caractérisée par un demi-grand axe de 3,08 UA, une excentricité de 0,29 et une inclinaison de 0,6° par rapport à l'écliptique.

## Compléments